# Кейкгорне
Кейкгорне (нід. Kuikhorne, фриз. Kûkherne) — селище в нідерландській провінції Фрисландія. Територія населеного пункту розділена між муніципалітетами Дантюмадел і Тіцьєркстерадел.